# Kolej Birmańska
Kolej Śmierci, właściwie Kolej Birmańska (ang. Death Railway, Burma Railway) – linia kolejowa długości 415 km, wybudowana przez Japonię w czasie II wojny światowej w latach 1942–1943. Kosztem tego przedsięwzięcia była śmierć wielu tysięcy ofiar wśród zatrudnionych – m.in. alianckich jeńców wojennych i ludności cywilnej (Romusha). Liczbę wszystkich ofiar, zarówno pochodzenia europejskiego, jak i azjatyckiego, szacuje się na ok. 100 tys. cywili i 16 tys. jeńców. Szczególnie ciężka była budowa torów przez przełęcz Hellfire Pass. 
Linia połączyła miasta Bangkok w Tajlandii i Rangun w Birmie, przez co miała kluczowe znaczenie dla japońskiej okupacji Birmy i planowanej ofensywy na Indie Brytyjskie. Znacznie skracała też drogę zaopatrzenia dla japońskich oddziałów. 2 kwietnia 1945 roku kluczowy punkt linii – most nr 272 (most na rzece Kwai) został zbombardowany przez lotnictwo amerykańskie – użyto bomb kierowanych VB-1 Azon. 
Aktualnie linia jest przejezdna jedynie na odcinku ok. 130 kilometrów, a odcinek pomiędzy miejscowościami Kanchanaburi i Nam Tok jest atrakcją turystyczną.